# Maylada Susri
Maylada Susri (tiếng Thái: เมลดา สุศรี, phiên âm: Me-la-đa Su-si, sinh ngày 4 tháng 6 năm 1996) còn có nghệ danh là Bow (โบว์), là một nữ ca sĩ, diễn viên và người mẫu người Thái Lan. Cô từng là diễn viên độc quyền của Đài Channel 7 (CH7) Thái Lan đến tháng 05/2020 và sau đó kí hợp đồng với Channel 3 (CH3). Cô được biết đến qua các vai diễn trong những bộ phim Người đẹp kì lạ (2014), Norah (2016), Thiên nga cốt rồng (2017), Kim cương thần bí (2019), Phép thuật tình yêu (2019), Bùa yêu trong vũng ngò ôm (2021)...

## Tiểu sử
Maylada Susri sinh ra tại quận Bang Kapi, Bangkok. Biệt danh thật của cô trong gia đình là Boeing xuất phát từ thời máy bay Boeing gặp nạn. Cô là con giá duy nhất trong gia đình. Cô đã tốt nghiệp Trường Phramaemari Sathu Pradit Kế hoạch học tập bậc trung học (Nghệ thuật-tiếng Nhật) Trường Thực tập Đại học Ramkhamhaeng (Khối Trung học) và tốt nghiệp với bằng cử nhân từ khoa truyền thông đại chúng (Cục phát thanh và Truyền hình) trường Đaị học Ramkhamhaeng ngày 07/02/2020. Maylada là một trong bảy thí sinh bước vào cuộc thi Smile Kids trên sân khấu tại Cuộc thi Siêu mẫu Thái Lan 2004.

## Các phim đã tham gia

### Phim điện ảnh
| Năm  | Tên phim                                | Vai     | Nguồn |
| ---- | --------------------------------------- | ------- | ----- |
| 2019 | London Sweeties                         | Pron    |       |
| 2021 | Ayothaya Maha Raruay (Om! Crush on You) | Or Sroi |       |
| 2021 | Took Wan Dai Mai (Can You Everyday?)    | Fah     |       |
| 2024 | My Boo                                  | Anong   |       |

### Phim truyền hình
| Năm  | Tên gốc                                         | Vai                              | Đài |
| ---- | ----------------------------------------------- | -------------------------------- | --- |
| 2014 | Yai Kanlaya                                     | Homnam                           | CH7 |
| 2015 | Khat Cheuak                                     | Lamian                           | CH7 |
| 2016 | Nohra                                           | Nohra                            | CH7 |
| 2017 | Hong Nuer Mungkorn                              | Liw "Klairung Thammakul"         | CH7 |
| 2018 | Khun Chai Kai Tong                              | Jieb                             | CH7 |
| 2018 | Sa Kao Duen                                     | Kratai "Sakaoduen Ratchamaitree" | CH7 |
| 2019 | Pachara Montra                                  | Petch / Nampetch / Anchalee      | CH7 |
| 2019 | Mon Garn Bandan Ruk                             | Namneung / Diew                  | CH7 |
| 2019 | Insee Daeng                                     | Watsana Tienpradap               | CH7 |
| 2021 | To Me, It's Simply You                          | Chompoo Saenbunmee               | CH3 |
| 2023 | Eclipse of the Heart                            | Reena "Pareena Paphawadee"       | CH3 |
| 2024 | Never Enough                                    | Tawan Chaisaengrak               | CH3 |
| 2025 | Khun Phi Jao Kha... Dichan Pen Han Mi Chai Hong |                                  | CH3 |

### MV
| Năm  | Ca khúc              | Ca sĩ                        | Đóng với                  |
| ---- | -------------------- | ---------------------------- | ------------------------- |
| 2010 | "Follow U Follow Me" | Rookie BB                    |                           |
| 2019 | "STUN"               | Yes'sir days ft. Oat Pramote |                           |
| 2020 | "Let's See First"    | The Mousses                  |                           |
| 2020 | "I'm So Sorry"       | MIN                          |                           |
| 2020 | "Smile at the Heart" | ETC                          |                           |
| 2021 | "R U OK?"            | Zentrady X Kong Saharat      | Teeradetch Metawarayut    |
| 2021 | "Can You Everyday?"  | Num Kala X Bird Thongchai    | Kanawut Traipipattanapong |

## Sự nghiệp âm nhạc

### MV
| Năm  | Tên bài hát                | Thông tin                                                  | Ghi chú |
| ---- | -------------------------- | ---------------------------------------------------------- | ------- |
| 2022 | แฟนผมน่ารัก (CUTE) ft. Lipta | - Phát hành: 19 tháng 9 năm 2022 - Hãng: Ch3Thailand Music |         |
| 2023 | แนะนำให้เป็นแฟนเรา           | - Phát hành: 22 tháng 5 năm 2023 - Hãng: Ch3Thailand Music |         |
| 2024 | ฝังใจ                       | - Phát hành: 14 tháng 8 năm 2024 - Hãng: Ch3Thailand Music |         |

### Nhạc phim
| Năm  | Tựa | Ghi chú                      |
| ---- | --- | ---------------------------- |
| 2014 | "อยากบอกรัก (Yaak Bok Rak)" (với Pataradet Sanguankwamdee)                                                                                | Yai Kanlaya OST              |
| 2016 | "โนห์รา (Norah)" (với Rangsiroj Panpeng)                                                                                                  | Norah OST                    |
| 2016 | "คนจะรักกัน (Kon Ja Ruk Gan)" (với Pataradet Sanguankwamdee)                                                                               | Norah OST                    |
| 2017 | "ไม่มีตรงกลาง (Mai Mee Trong Glang)" | Hong Nue Mang Korn OST       |
| 2018 | "เขิน (Kern)" (với Phattharapon Dejpongwaranon)                                                                                           | Khun Chai Kai Tong OST       |
| 2018 | "ฝันรัก (Fan Rak)" | Sa Kao Duen OST              |
| 2019 | "ยิ่งใกล้ใจยิ่งสั่น (Ying Glai Jai Ying San)"                                                                                                   | Pachara Montra OST           |
| 2019 | "แค่จำได้ว่ารักกัน (Kae Jum Dai Wah Ruk Gun)"                                                                                                 | Mon Gard Bandan Ruk OST      |
| 2020 | "มากกว่าคำว่ารัก (Covid-19 Ma Long Kong Kaeng)" (với Mick Tongraya)                                                                         |                              |
| 2021 | "อีสานบ้านเฮา (Esan Bahn Hao)" (với Nadech Kugimaya, Tao Phusilpa, Anusara Wantongtak, Danny Luciano, Nuptang Kochanokporn)                | Monrak Nong Phak Kayaeng OST |
| 2021 | "ชวนน้องเฮ็ดนา (เวอร์ชั่นหยอด) (Chuang Nong Hed Na (Wa Chun Yod)" (với Tao Phusilpa, Anusara Wantongtak, Danny Luciano, Nuptang Kochanokporn) | Monrak Nong Phak Kayaeng OST |
| 2021 | "ขอใช้คำว่าแฟน (Kor Chai Kum Wah Faen)" (với Nadech Kugimaya)                                                                              | Monrak Nong Phak Kayaeng OST |
| 2021 | "คนนอกหัวใจ (Kon Nauk Hua Jai)" | Monrak Nong Phak Kayaeng OST |
| 2023 | ยื้อ (cover version) với Prin Suparat | Eclipse of the Heart Ost     |
| 2024 | โลกของฉันคือเธอ Với Paris Intarakomalyasut, Jirayu Tangsrisuk                                                                              | My world Ost                 |

### Chương trình truyền hình
Gương mặt thân quen Thái mùa 2 (2016)
| Tuần | Ca khúc                                     | Nhân vật hóa thân        | Kết quả     |
| ---- | ------------------------------------------- | ------------------------ | ----------- |
| 1    | อยากโดนเป็นเจ้าของ / Yahk Dohn Bpen Jao Kaung | "Ice" Saranyu Winaipanit |             |
| 2    | Single Ladies (Put a Ring on It)            | Beyoncé                  |             |
| 3    | คนไม่มีสิทธิ์ / Kon Mai Mee Sit                  | Hugo                     | Chiến thắng |
| 4    | แดนเนรมิต / Daen Nayramit                    | Daycha Konarlo (Big Ass) |             |
| 5    | ทำไมถึงทำกับฉันได้                              | Daojai Paijit            |             |
| 6    | เกรงใจ / Greng Jai                          | Raptor                   |             |
| 7    | มอเตอร์ไซค์นุ่งสั้น                               | Sunaree Rachasima        |             |
| 8    | Marry The Night                             | Lady Gaga                |             |
| 9    | หลวงพี่แจ๊ส 4G                                 | Jazz Chuanchuen          |             |
| 10   | ควักหัวใจ / Kwuk Hua Jai                      | Mai Charoenpura          |             |
| 11   | หญิงลั้ลลา / Ying Lulla                        | Yinglee Srijumpol        |             |
| 12   | Sugar                                       | Maroon 5                 |             |

## Giải thưởng và đề cử
| Năm  | Giải thưởng                                       | Hạng mục                                                      | Đề cử                      | Kết quả      | Ref.                               |
| ---- | ------------------------------------------------- | ------------------------------------------------------------- | -------------------------- | ------------ | ---------------------------------- |
| 2013 | 12th Thai Supermodel Contest                      | Thai Supermodel                                               | —                          | Đoạt giải    | [ 1 ]                              |
| 2015 | 9th Kazz Awards                                   | Popular New Next Female Star                                  | Yai Kanlaya                | Đoạt giải    | [ 2 ]                              |
| 2015 | 9th Kazz Awards                                   | Best Couple (with Pataradet Sanguankwamdee)                   | Yai Kanlaya                | Đề cử        | [ 3 ]                              |
| 2015 | Ministry of Public Health (Quit Smoking Campaign) | Honorary Plaque                                               | —                          | Đoạt giải    | [ 4 ]                              |
| 2015 | 8th Siam Dara Star Awards                         | Female Rising Actress                                         | Khat Cheuak                | Đoạt giải    | [ 5 ]                              |
| 2015 | 1st Maya Awards                                   | Female Rising Star                                            | Yai Kanlaya                | Đề cử        | [ 6 ]                              |
| 2015 | 1st Maya Awards                                   | Perfect Pairing of the Year (with Pataradet Sanguankwamdee)   | Yai Kanlaya                | Đề cử        | [ 7 ]                              |
| 2015 | 1st Maya Awards                                   | Best Drama OST (with Pataradet Sanguankwamdee)                | "อยากบอกรัก (Yaak Bok Rak)" | Đoạt giải    | [ 8 ] [ 9 ]                        |
| 2015 | Daradaily Digital Gen Awards                      | Best Digital Star of the Year                                 | —                          | Đề cử        | [ 10 ]                             |
| 2015 | 13th Seventeen Teen Choice Awards                 | Seventeen Choice Rising Star                                  | Yai Kanlaya                | Đoạt giải    | [ 11 ]                             |
| 2016 | 5th Daradaily The Great Awards                    | Hot Girl of the Year                                          | —                          | Đề cử        | [ 12 ]                             |
| 2016 | National Spirits of Buddha Image                  | Honorary Plaque                                               | —                          | Đoạt giải    | [ 13 ]                             |
| 2016 | 2nd Maya Awards                                   | Perfect Pairing of the Year (with Pataradet Sanguankwamdee)   | —                          | Đề cử        | [ 14 ]                             |
| 2016 | 9th Siam Dara Star Awards                         | Popular Female Star                                           | —                          | Đề cử        |                                    |
| 2016 | 9th Siam Dara Star Awards                         | Best Actress (TV series)                                      | Norah                      | Đề cử        |                                    |
| 2017 | Golden Kinnaree Awards                            | Outstanding Actress                                           | Norah                      | Đoạt giải    | [ 15 ]                             |
| 2018 | Star's Light Awards                               | Rising Actress Award                                          | —                          | Đoạt giải    | [ 16 ]                             |
| 2018 | 4th Maya Awards                                   | Female Lead Star Award                                        | Hong Nue Mang Korn         | Đề cử        | [ 17 ]                             |
| 2018 | 3rd Dara Inside Awards                            | Hottest Couple of the Year (with Phattharapon Dejpongwaranon) | Khun Chai Kai Tong         | Đề cử        | [ 18 ]                             |
| 2018 | Thailand Good Person of the Year Awards           | Rattanakosin Good Person Award                                | —                          | Đoạt giải    | [ 19 ]                             |
| 2018 | 12th OK! Awards                                   | Shipped Couple (with Phattharapon Dejpongwaranon)             | Khun Chai Kai Tong         | Đề cử        | [ 20 ]                             |
| 2018 | 1st White TV Awards                               | Outstanding Female Lead Actress                               | Hong Nue Mang Korn         | Đoạt giải    | [ 21 ] [ 22 ] [ 23 ] [ 24 ] [ 25 ] |
| 2019 | 23rd Asian Television Awards                      | Best Actress in a Leading Role                                | Hong Nue Mang Korn         | Đề cử        | [ 26 ] [ 27 ]                      |
| 2019 | 6th Top Awards                                    | Outstanding Actress                                           | Mon Gard Bandan Ruk        | Đoạt giải    | [ 28 ]                             |
| 2019 | 5th Maya Awards                                   | Female Lead Star Award                                        | Pachara Montra             | Đoạt giải    | [ 29 ] [ 30 ]                      |
| 2019 | 5th Maya Awards                                   | Charming Female Star Award                                    | —                          | Đề cử        | [ 31 ]                             |
| 2019 | 4th Dara Inside Awards                            | Popular Lead Actress of the Year                              | Pachara Montra             | Chưa công bố | [ 32 ] [ 33 ]                      |
| 2020 | 6th Maya Awards                                   | Charming Female Star Award                                    | —                          | Đoạt giải    |                                    |